# Bill Roberts (Leichtathlet)
Bill Roberts (eigentlich William Roberts; * 5. April 1912 in Salford, Lancashire, heute zu Greater Manchester gehörig; † 5. Dezember 2001 in Timperley, Greater Manchester) war ein britischer Sprinter.
Bei den British Empire Games 1934 in London wurde er für England startend in 48,5 s Zweiter über 440-Yards hinter Godfrey Rampling. 
1936 wurde Roberts bei den Olympischen Spielen in Berlin Vierter im 400-Meter-Lauf. Er lag mit seiner persönlichen Bestzeit von 46,87 s um 0,03 s hinter dem drittplatzierten US-Amerikaner James LuValle. In der 4-mal-400-Meter-Staffel verzichteten die Amerikaner auf den Einsatz von LuValle und auf den Olympiasieger Archie Williams. Die Briten traten in Bestbesetzung an mit Freddie Wolff, Rampling, Roberts und dem Olympiazweiten Godfrey Brown und hatten im Ziel mit 3:09,0 Minuten zwei Sekunden Vorsprung auf die zweitplatzierten US-Amerikaner. Roberts lief in diesem Rennen mit 46,4 Sekunden die schnellste Teilzeit aller Staffelläufer. 
Bei den British Empire Games 1938 in Sydney gewann Roberts Gold über 440 Yards (47,9 Sekunden) und Silber in der 4-mal-440-Yards-Staffel hinter Kanada. Nachdem er im Zweiten Weltkrieg in der Royal Air Force gedient hatte, trat Roberts 1946 bei den Europameisterschaften in Oslo wieder an und wurde Fünfter über 400 Meter in 49,5 Sekunden. Als Schlussläufer der Staffel gewann er hinter Frankreich Silber in 3:14,5 Sekunden.
Bei den Olympischen Spielen 1948 in London fungierte Roberts als Kapitän des britischen Leichtathletikteams, scheiterte aber im Viertelfinale über 400 Meter. In der Staffel schied er im Vorlauf aus.
Von 1935 bis 1946 trat er achtmal in Länderkämpfen für das Vereinigte Königreich im 400-Meter-Lauf an. Er gewann sechs dieser Rennen und wurde zweimal Zweiter hinter Godfrey Brown.
Bill Roberts war 1,83 m groß und wog in seiner aktiven Zeit 78 kg. Nach seiner Karriere übernahm er das familiäre Möbelgeschäft und schrieb regelmäßig eine Kolumne in den Manchester Evening News.